# Michael Power
Pour les articles homonymes, voir Power.
Michael Power (1804-1847) fut le premier évêque catholique de Toronto.
Né le 17 octobre 1804 à Halifax, il fut ordonné à Montréal le 17 août 1827 par Mgr Dubois. Après avoir été missionnaire de Drummondville, il fut nommé en 1831 curé de la Petite-Nation, en 1833 curé de Sainte-Martine, et en 1839 curé de Laprairie. 
Le 8 mai 1842, il fut consacré évêque de Toronto, dans l'église paroissiale de Laprairie par Mgr Gaulin. Il prit possession de son siège le 26 juin suivant. Il mourut le 1er octobre 1847, victime de son zèle pour les malades, attaqués de la fièvre typhoïde. Mgr John Larkin, nommé évêque de Toronto le  9 mai 1848, n'accepta pas ce siège.

## Sources
- Répertoire général du clergé canadien, par ordre chronologique depuis la fondation de la colonie jusqu'à nos jours, par Mgr Cyprien Tanguay, Montréal : Eusèbe Senécal & fils, imprimeurs-éditeurs, 1893.